# John Corigliano
Pour les articles homonymes, voir Corigliano.
John Corigliano, né le 16 février 1938 à New York, est un compositeur américain. Il est également reconnu pour ses compositions de musiques de film, dont Le Violon rouge pour lequel il a reçu l'Oscar de la meilleure musique de film en 1999.

## Biographie
John Corigliano est issu d'une famille de musiciens : son père a travaillé près de 25 ans au New York Philharmonic et sa mère était pianiste. Il fait ses études de composition à l'université Columbia ainsi qu'à la Manhattan School of Music. Il travaille ensuite comme assistant de production auprès de Leonard Bernstein pour ses célèbres émissions et concerts de la série Young People's Concerts.

## Principales œuvres
- 1963 : Sonate pour violon et piano, prix du Festival de Spoleto (Spolète, Italie)
- 1965 : To Music
- 1965 : Elegy pour orchestre
- 1977 : Concerto pour clarinette (en); une réduction du second mouvement pour clarinette et quatuor à cordes, Soliloquy, a été réalisée par le compositeur (1995)
- 1981 : Promenade Overture
- 1983 : Voyage pour flûte et orchestre à cordes
- 1984 : Creations
- 1985 : Fantasia on an Ostinato pour piano solo (Basée sur l'ostinato du deuxième mouvement de la symphonie n°7 de Beethoven)
- 1987 : Campane di Ravello, dédié à Georg Solti
- 1990 : Symphonie no 1, qui a reçu le Grawemeyer Award en 1991.
- 1991 : The Ghost of Versailles, opéra en deux actes qui a eu sa première au Metropolitan Opéra de New York
- 1999 : Red Violin Caprices pour violon solo
- 2001 : Symphonie no 2
- 2003 : Concerto pour violon
- 2004 : Symphonie no 3 « Circus Maximus », écrite pour orchestre à vent, avec piano, harpe, percussion et un fusil à blanc (dont le coup de feu clôture l'œuvre)

## Bandes originales de musique de films
- 1999 : Le Violon rouge
- 1985 : Revolution
- 1981 : Au-delà du réel

## Récompenses
- 1986 : BAFTA Anthony Asquith Award pour le film Revolution.
- 1991 : Grawemeyer Award pour sa Symphonie nº 1.
- 1999 : Oscar de la meilleure musique de film pour Le Violon rouge.
- 1999 : Jutra de la meilleure musique de film pour Le Violon rouge.
- 2001 : Prix Pulitzer de musique pour sa deuxième symphonie[2].